# 皮奥朗克
皮奥朗克（法語：Piolenc，法語發音：[pjɔlɛ̃k]）是法国普罗旺斯-阿尔卑斯-蓝色海岸大区沃克吕兹省的一个市镇，属于阿维尼翁区。

## 地理
皮奥朗克（44°10'40"N, 4°45'41"E）面积24.8 平方千米，位于法国普罗旺斯-阿尔卑斯-蓝色海岸大区沃克吕兹省，该省份为法国东南部内陆省份，北起德龙省，西北接阿尔代什省，西接加尔省，南至罗讷河口省，东南角与瓦尔省接壤，东临上普罗旺斯阿尔卑斯省。
与皮奥朗克接壤的市镇（或旧市镇、城区）包括：奥朗日、莫尔纳斯、塞里尼昂迪孔塔、于绍、许斯克朗、圣艾蒂安德索尔、卡德鲁斯。

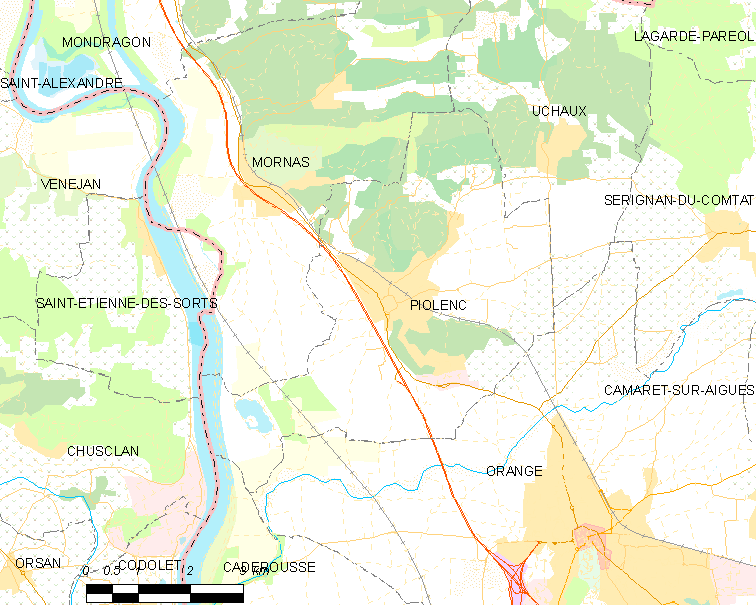
皮奥朗克的OSM定位图

皮奥朗克的时区为UTC+01:00、UTC+02:00（夏令时）。

## 行政
皮奥朗克的邮政编码为84420，INSEE市镇编码为84091。

## 政治
皮奥朗克所属的省级选区为奥朗日县。

## 人口

1962-2008年间皮奥朗克人口变化图示

皮奥朗克于2022年1月1日时的人口数量为5679人。